# Стецяк Іван Кузьмич
Іван Кузьмич Стецяк (15 листопада 1919, Балутянка — ?) — український радянський різьбяр по дереву.

## Біографія
Народився 15 листопада 1919 року на Лемківщині в селі Балутянці (нині Коросненський повіт Підкарпатського воєводства Польщі) в сім'ї різьбяра. З 1945 року жив і працював у місті Бережанах Тернопільської області УРСР.
Створював невеликі декоративно-об'ємні композиції, що зображують тварин, побут людей у минулому і сучасному: «Вовки», «Кіт і собака», «Лисиця з куркою», «Кріпачка», «Юна телятниця» та інші.

## Виноски
1. ↑  у довіднику «Діячі науки і культури Лемківщини» місцем народження вказене село Вілька
2. ↑  «Словник художників України» стверджує, що жив і працював у місті Трускавці Львівської області.